# Fleur Mino
Fleur Mino est une soprano française.

## Formation et débuts
Fleur Mino débute l’art lyrique en 1998 à Clermont-Ferrand au Centre d'Art Polyphonique d'Auvergne. Elle intègre ensuite le Conservatoire à rayonnement régional de Lyon et l’Université Lumière Lyon II où elle suit un Master en musicologie. En 2004, elle entre dans la classe de chant de la soprano Anne-Marie Blanzat au Conservatoire à rayonnement régional de Paris.
Fleur Mino se forme également à l'Académie internationale de Comédie musicale de Paris en 2006.

## Carrière

### Concerts
2000 : Concert de l’Hostel Dieu (choriste et soliste) dirigé par Franck-Emmanuel Comte
2003 :  The Fairy Queen mis en scène par Philippe Chambon à l'Opéra de Lyon
2007 :  La Flûte enchantée (Pamina) au Théâtre Comedia à Paris
La Petite Sirène, mis en scène par Johan Nus, à l’Olympia, à l’Opéra Bastille & en tournée internationale
2008 : Pinocchio au Palais des Congrès de Paris, puis en tournée en France et à l’étranger (notamment au Théâtre antique de Carthage)
2010 :  Broadway Lights dirigé par David Charles Abell au Théâtre du Châtelet
2011 :  Le Magasin des Suicides au théâtre des Folies Bergère
2012 :  La Chauve-souris (Ida) au Théâtre de Lamalou-les-Bains
Rip (Nelly & Lowena), opéra-comique de Robert Planquette
2013 : La Mélodie du bonheur (Maria) au Palais des beaux-arts de Charleroi et en tournée en         Belgique
2014 : Strauss Impérial à l’Opéra Royal de Wallonie à Liège
2015 :  La Chaste Suzanne au Théâtre de Tourcoing
Les Mousquetaires au couvent (Marie) au Théâtre de Nivelles en Belgique
2016 : Là-Haut (Emma) au théâtre municipal de Tourcoing
La Belle Hélène d’Offenbach (Hélène) au Théâtre Clavel à Paris
2017 : Le Prince de Madrid (Florecita) à La Bourse du Travail à Lyon
Valses de Vienne (Resi) au théâtre municipal Raymond Devos à Tourcoing
Les Mousquetaires au couvent (Marie) au théâtre Sébastopol de Lille
La Route fleurie (Mimi) au Grand Auditorium de Nice
2018 : French Kiss au Théâtre Trévise mis en scène par Stéphane Ly-Cuong dans le cadre du Festival des Musical'in
Porgy and Bess (Bess) dirigé par François Seigneur
Il était une fois Broadway (soliste) au Palais des Congrès de Paris sous la direction artistique de Pierre-Yves Duchesne
2019 :  Monsieur Choufleuri restera chez lui le… d’Offenbach (Ernestine) à la Villa Marguerite de Vichy
Hommage à Ennio Morricone (soprano solo) lors du festival du cinéma à l’Agora de Commentry
Les Sopranos de Broadway (soliste)
Magnificat de John Rutter (soprano solo) aux Estivales de Musiques à Cournon d’Auvergne
Récital pour La Nuit Blanche à Paris, elle est invitée à chanter dans la cour d’honneur de l’Institut de France avec le pianiste Simon Ghraichy
2020 :  Opéra en Folie (soprano solo) mis en scène par Jean-François Vinciguerra au Théâtre de Cusset
Un de la Canebière (Francine) au Pin Galant à Mérignac
Concert hommage à Luis Mariano (soliste) avec Lyric’Opérette
Messe de Requiem de l’impératrice Eugénie (soprano solo) à Vichy
Soliste dans un récital de musiques américaines à la salle Cortot
2021 :  Récital de musique sacrée dont le fameux air « Et Incarnatus Est » de Mozart avec l’organiste Alexis Droy au festival d’orgue de Moulins et au 4ème festival d’orgue d’été de Vichy
Andalousie (Fanny Miller) à l’Opéra de Nice
Concert Frisson (soliste) créé en duo avec Fabrice Todaro à la Villa Marguerite de Vichy
Comédies Musicales ou Joie de Vivre (soliste) à l’Opéra de Vichy

### En récital
En septembre 2014, elle donne un concert avec le pianiste Simon Ghraichy dans les grottes de Jeita, au Liban, et en 2015, elle se produit avec le pianiste Kevin Amos dans un récital intitulé Classical Broadway à l'Esplanade (en) à Singapour.

### Discographie
Le 19 mai 2017, elle sort son premier disque "French Kiss" chez Klarthe Record accompagné du pianiste Kevin Amos sur un répertoire de musiques américaines.

### Direction artistique et enseignement
Elle est aussi membre fondateur de l’ensemble Sun & Moon avec Kevin Amos, Katarzyna Alemany et Juan-Carlos Echeverry.
Depuis janvier 2016, elle enseigne le chant à l'AICOM (Académie internationale de comédie musicale).
Fleur Mino est également directrice artistique de La Villa Marguerite à Vichy depuis 2017.